# Bernard de La Planche
Bernard de La Planche, O.S.B. Clun. (França, cerca de 1380 – Lausanne, março de 1449) foi um pseudocardeal francês da Igreja Católica, que foi bispo de Dax.

## Biografia
Ingressou na Ordem de Cluny no Mosteiro de Clairac em 1411. Em 1414, obteve do Papa João XXIII de Pisa a transferência para o cargo de sacristão do Mosteiro de Sainte-Croix de Bordeaux. Obteve o doutorado em direito canônico em 1416. Tornou-se prior do mosteiro beneditino da Bem-Aventurada Maria de Soulac em 1417.
Foi eleito bispo de Dax pelo Papa Martinho V, em 26 de fevereiro de 1427. Ele participou do Concílio de Basileia e acabou removido da sé de Dax pelo Papa Eugênio IV em 9 de setembro de 1439.
Foi criado cardeal pelo Antipapa Félix V em Genebra no Consistório de 2 de outubro de 1440, recebendo o título de cardeal-presbítero de Santos Nereu e Aquileu. Optou pelo título de Quatro Santos Coroados no ano seguinte.
Morreu em Lausanne em março de 1449, estando sepultado na Catedral de Lausanne.